# Riederalp
Riederalp é uma comuna da Suíça, no Cantão Valais, com cerca de 555 habitantes. Estende-se por uma área de 21,0 km², de densidade populacional de 26 hab/km². Confina com as seguintes comunas: Betten, Bitsch, Filet, Mörel, Naters, Termen. 
A língua oficial nesta comuna é o Alemão.